# Dekanat dokszycki (eparchia połocka i głębocka)
Dekanat dokszycki – jeden z dziesięciu dekanatów eparchii połockiej i głębockiej Egzarchatu Białoruskiego Patriarchatu Moskiewskiego.
Dziekanem jest protojerej Hieorhij Mialeszka.

## Parafie w dekanacie[1]
- Parafia Świętego Ducha w Berezynie
  - Cerkiew Świętego Ducha w Berezynie
- Parafia Wszystkich Świętych w Biehomli
  - Cerkiew Wszystkich Świętych w Biehomli
  - Cerkiew Narodzenia Matki Bożej w Biehomli
- Parafia św. Jerzego Zwycięzcy w Damaszkawiczach
  - Cerkiew św. Jerzego Zwycięzcy w Damaszkawiczach
  - Kaplica sanatoryjna Zmartwychwstania Pańskiego w Damaszkawiczach
- Parafia Opieki Matki Bożej w Dokszycach
  - Cerkiew Opieki Matki Bożej w Dokszycach
- Parafia Opieki Matki Bożej w Dziedzinie
  - Cerkiew Opieki Matki Bożej w Dziedzinie
- Parafia Świętych Apostołów Piotra i Pawła w Gnieździłowie Południowym
  - Cerkiew Świętych Apostołów Piotra i Pawła w Gnieździłowie Południowym
- Parafia św. Proroka Eliasza w Komajsku
  - Cerkiew św. Proroka Eliasza w Komajsku
- Parafia Narodzenia św. Jana Chrzciciela w Królewszczyźnie
  - Cerkiew Narodzenia św. Jana Chrzciciela w Królewszczyźnie
  - Kaplica Przemienienia Pańskiego w Królewszczyźnie
- Parafia Przemienienia Pańskiego w Porpliszczach
  - Cerkiew Przemienienia Pańskiego w Porpliszczach
- Parafia św. Jerzego Zwycięzcy w Sitcach
  - Cerkiew św. Jerzego Zwycięzcy w Sitcach
- Parafia św. Anny w Słobodzie
  - Cerkiew św. Anny w Słobodzie
- Parafia Obrazu Chrystusa Zbawiciela Nie Ludzką Ręką Uczynionego w Torgunach
  - Cerkiew Obrazu Chrystusa Zbawiciela Nie Ludzką Ręką Uczynionego w Torgunach
- Parafia św. Jerzego Zwycięzcy w Tumiłowiczach
  - Cerkiew św. Jerzego Zwycięzcy w Tumiłowiczach

## Galeria

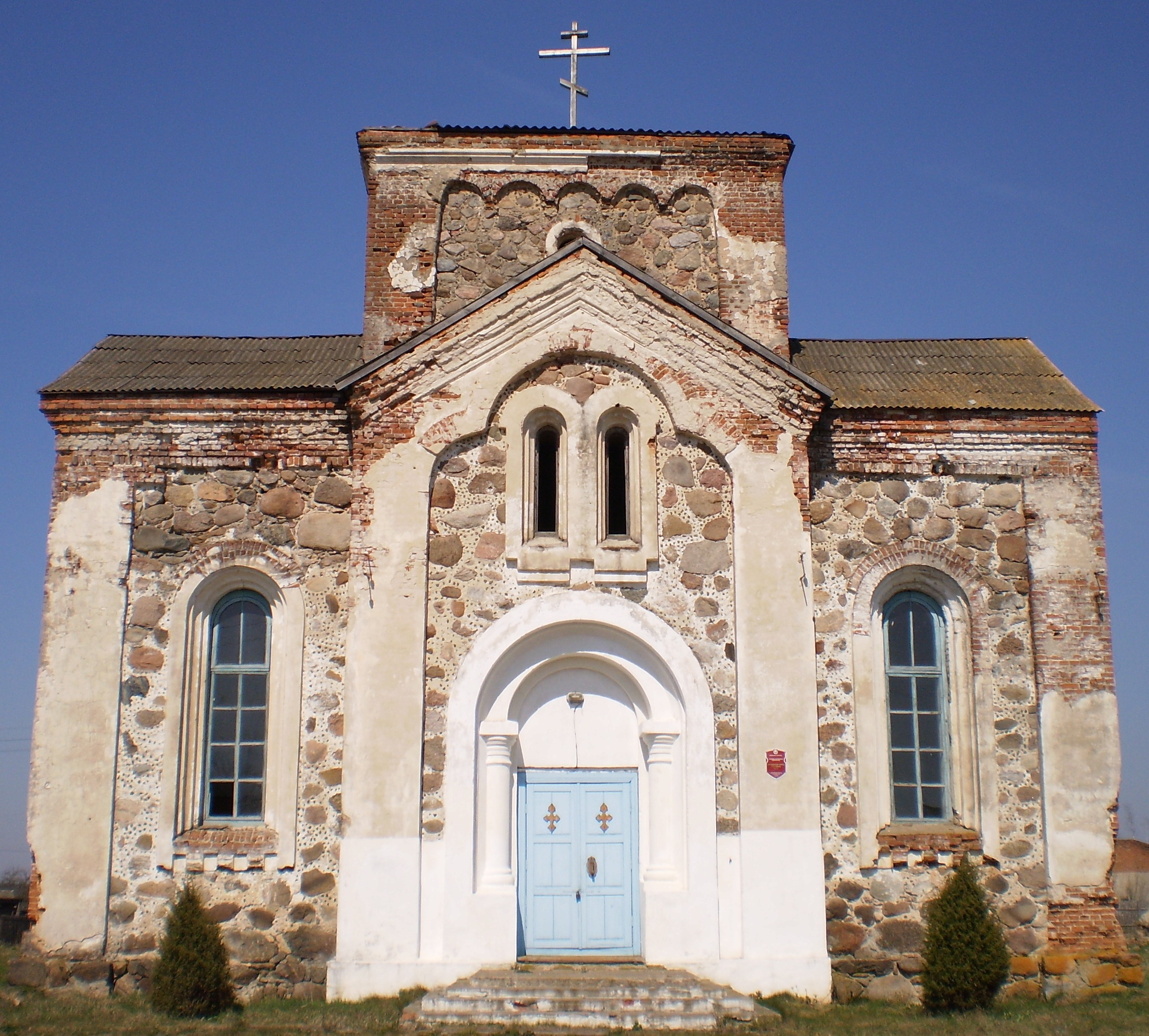
Cerkiew Wszystkich Świętych w Biehomli
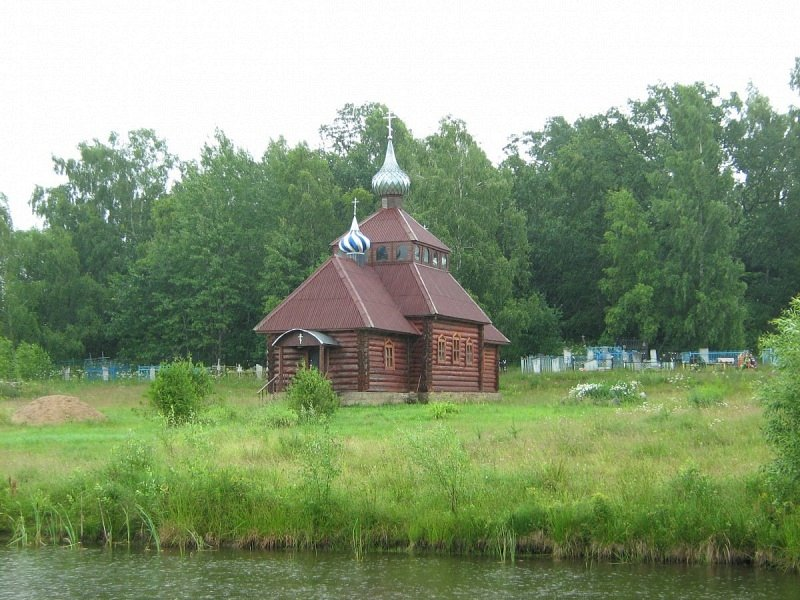
Cerkiew św. Jerzego Zwycięzcy w Damaszkawiczach
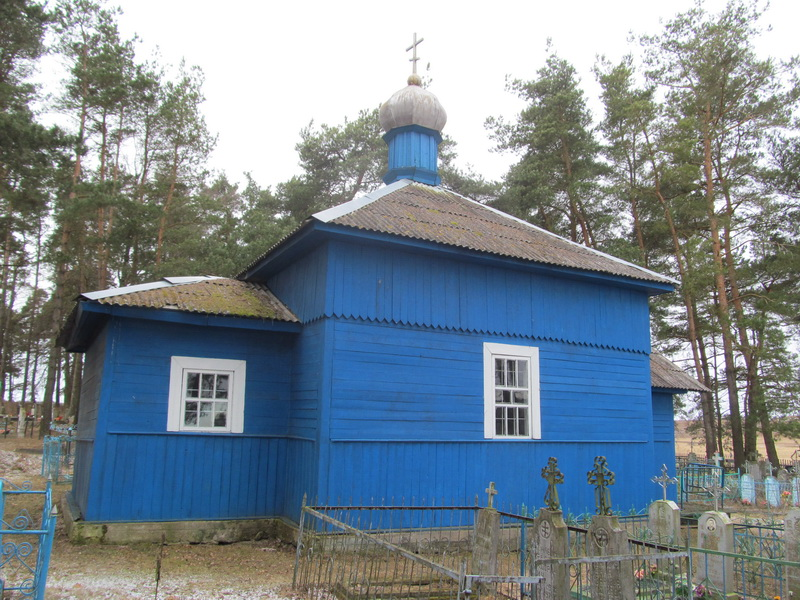
Cerkiew Opieki Matki Bożej w Dziedzinie
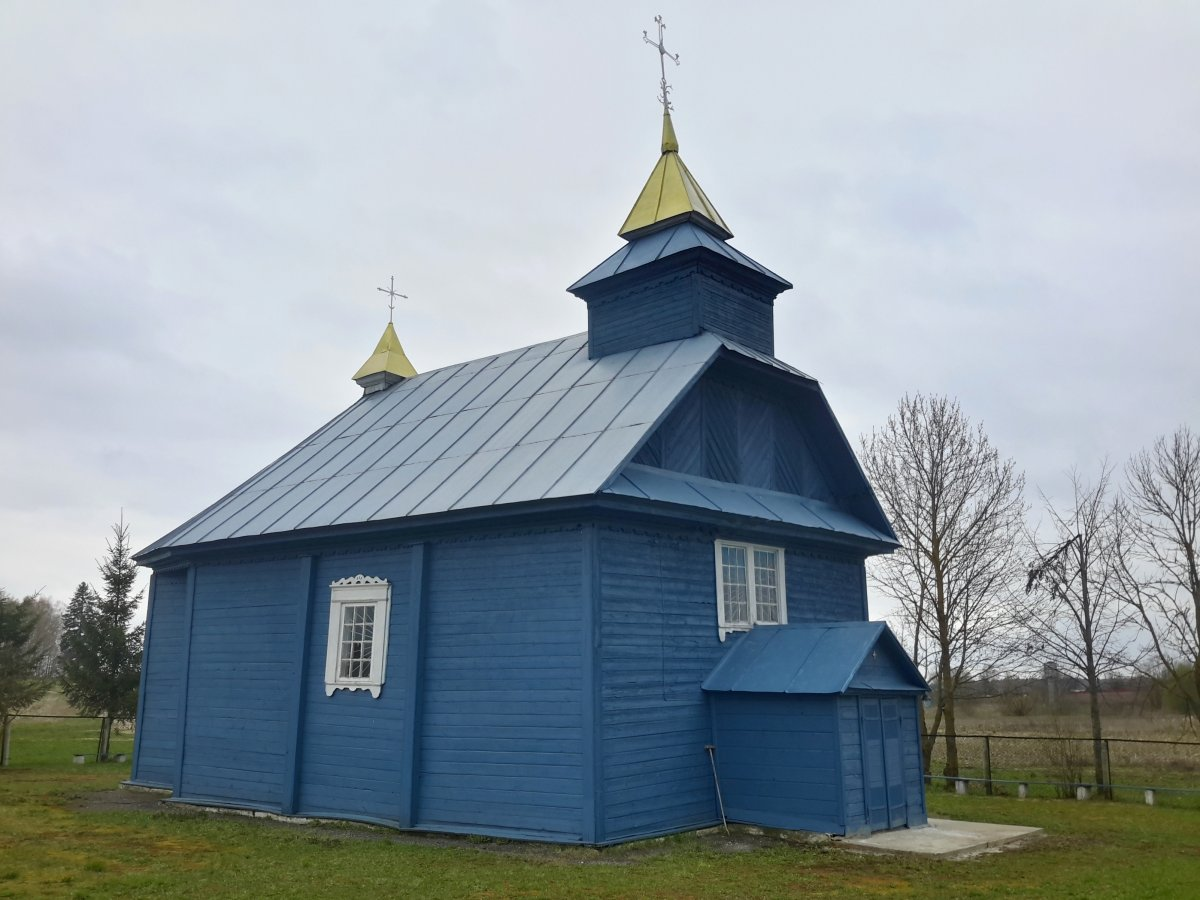
Cerkiew św. Proroka Eliasza w Komajsku
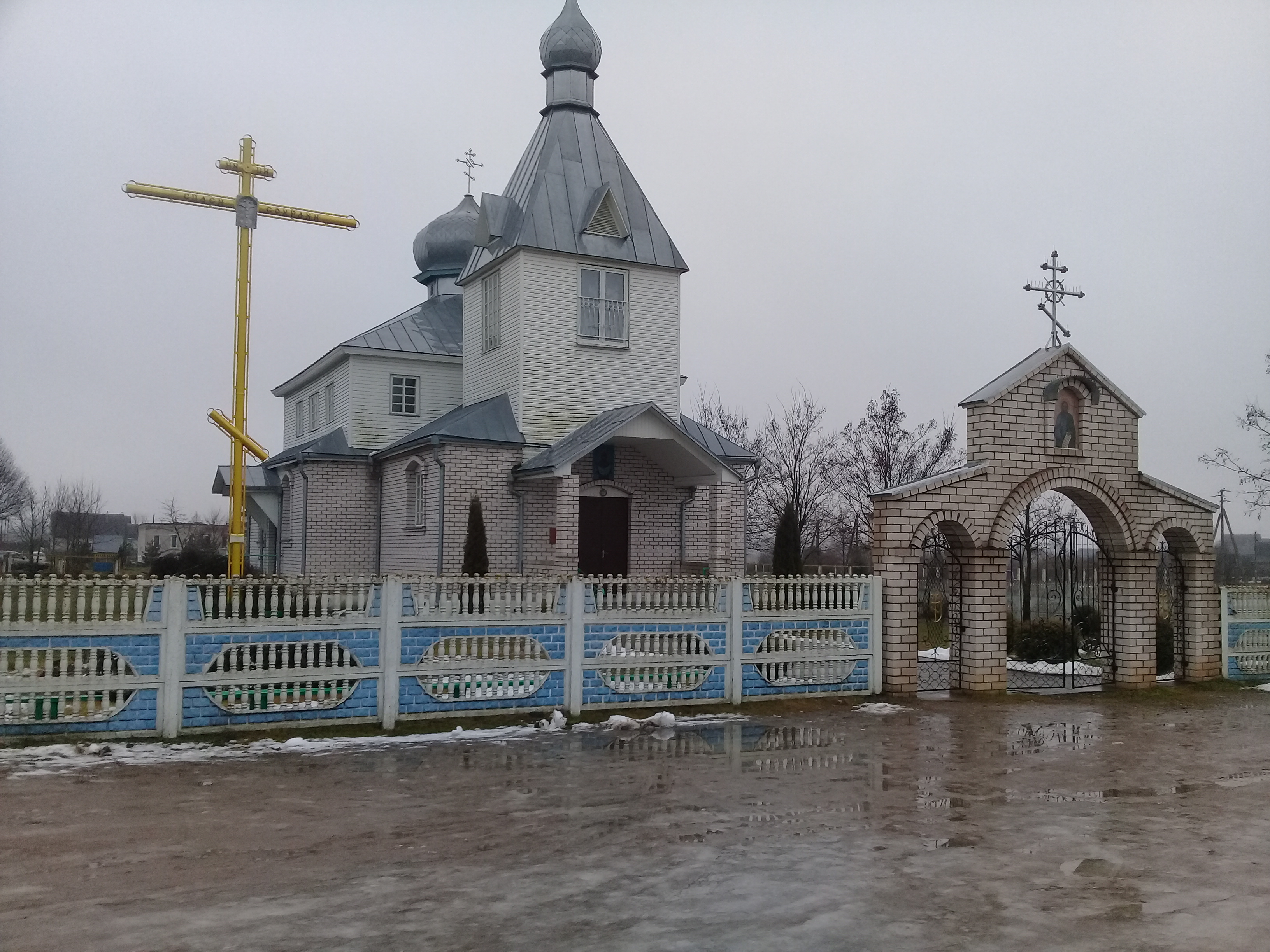
Cerkiew Narodzenia św. Jana Chrzciciela w Królewszczyźnie
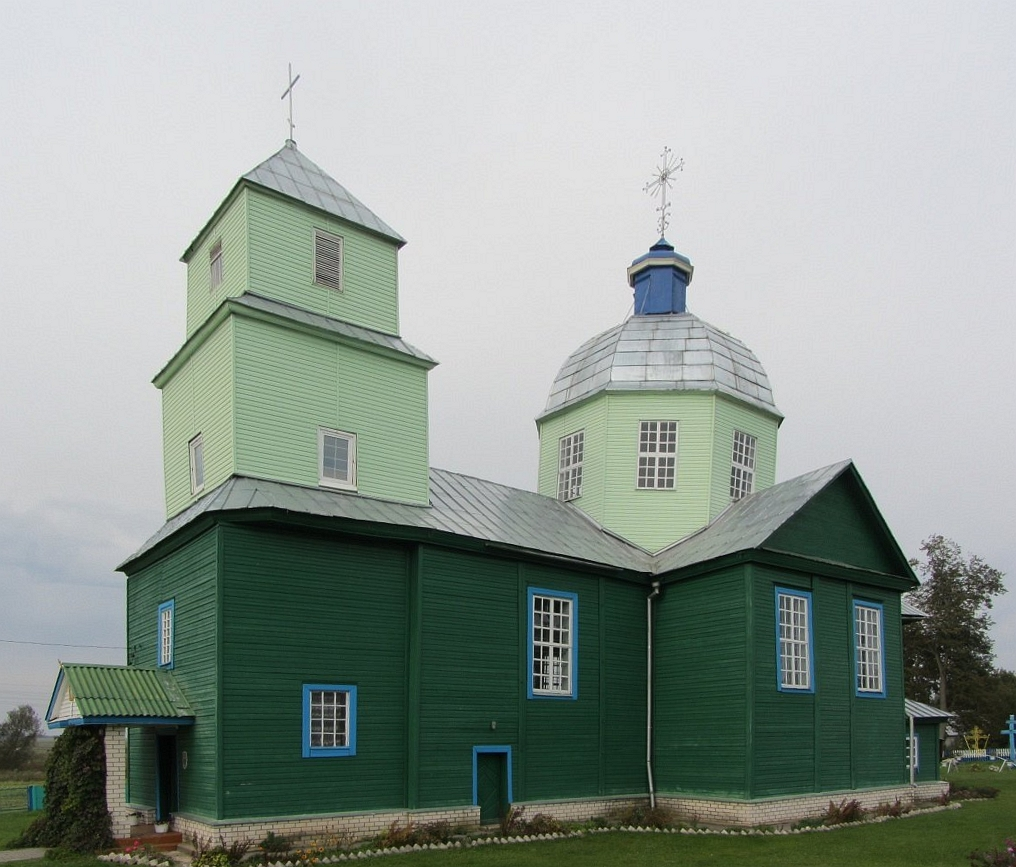
Cerkiew Przemienienia Pańskiego w Porpliszczach
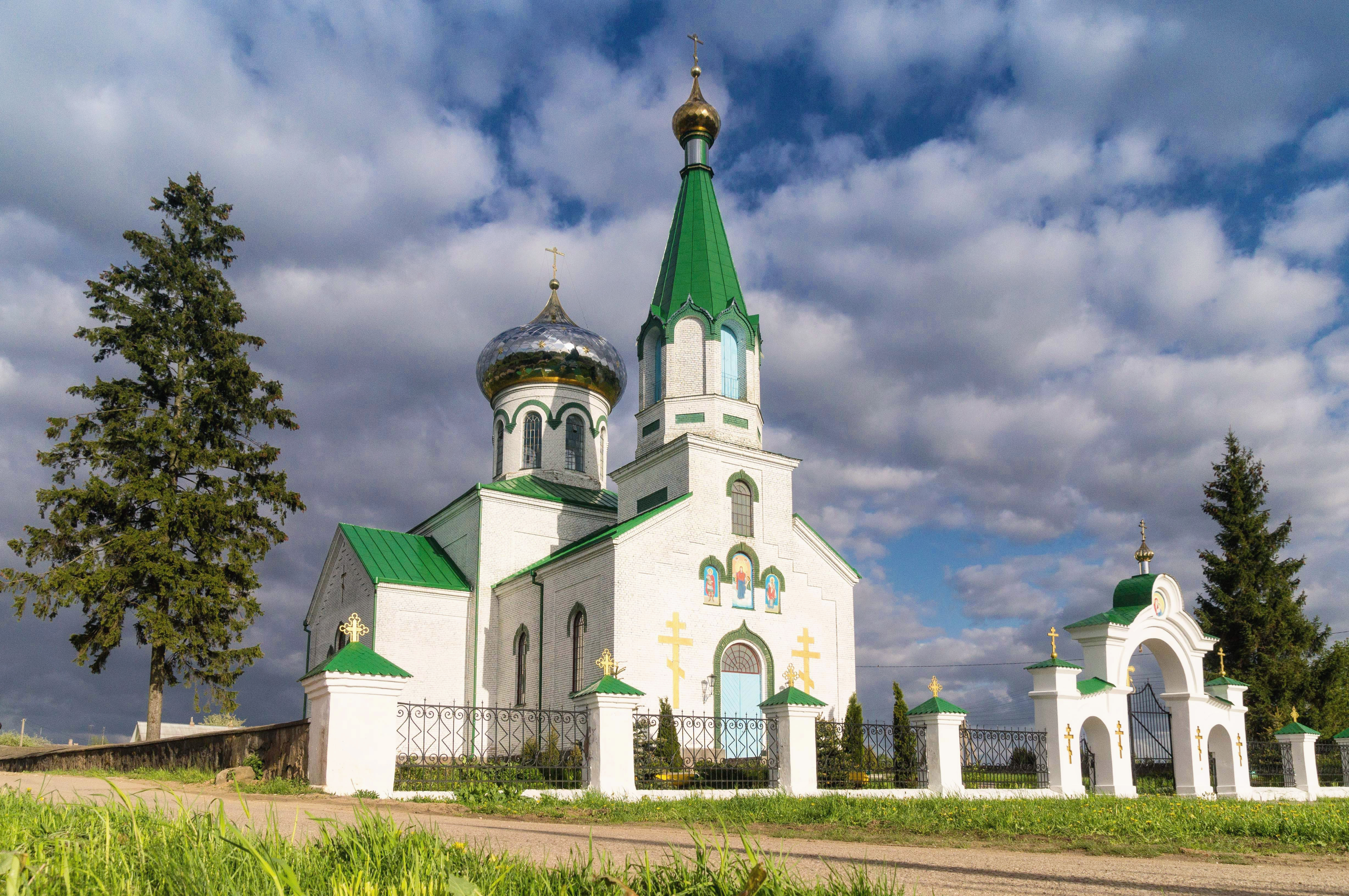
Cerkiew św. Jerzego Zwycięzcy w Sitcach
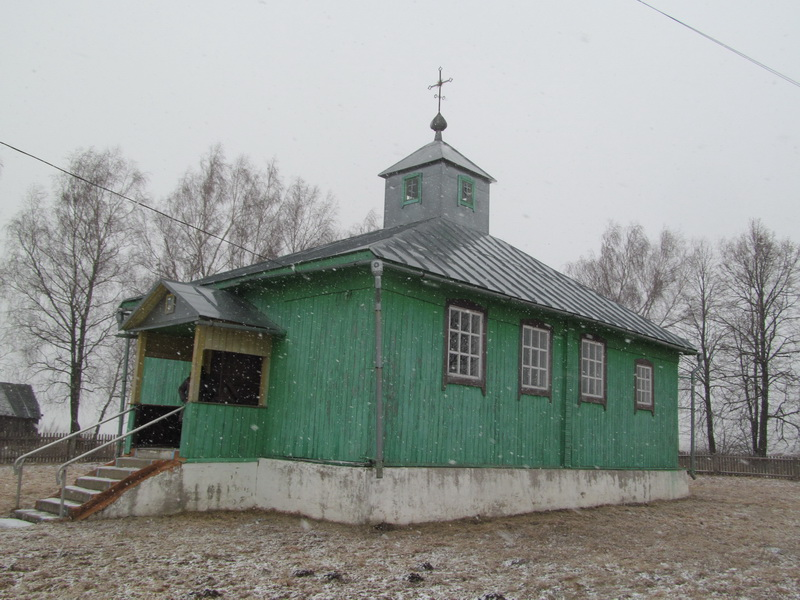
Cerkiew św. Anny w Słobodzie
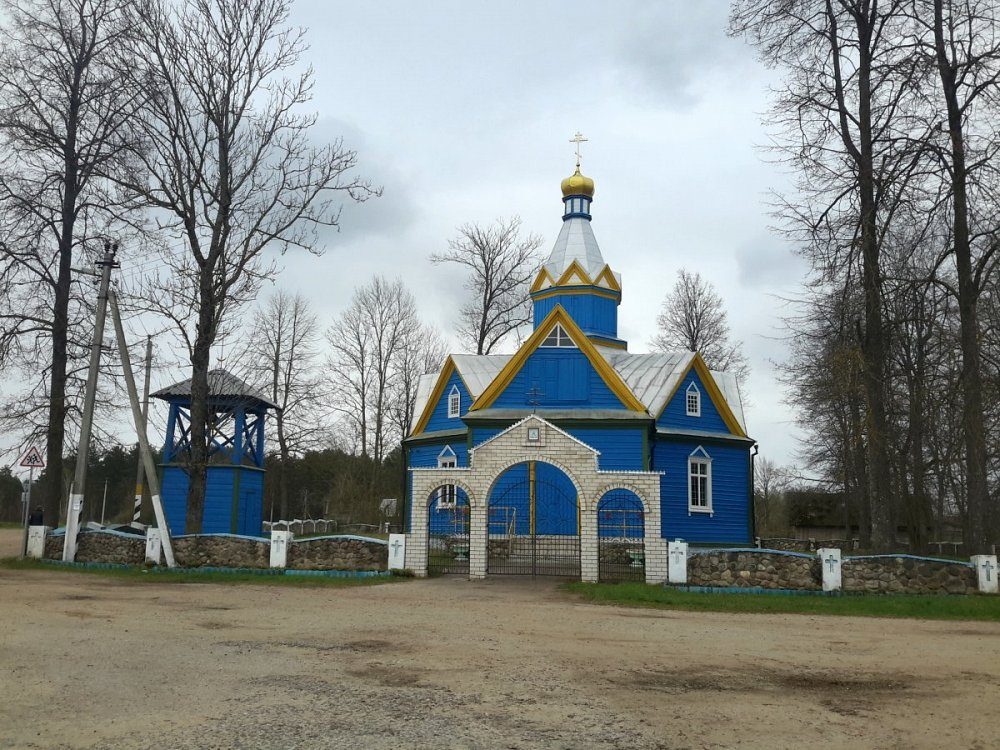
Cerkiew św. Jerzego Zwycięzcy w Tumiłowiczach